# Temple of the Dog
I Temple of the Dog sono stati un supergruppo rock statunitense, formatosi nel 1990 a Seattle e scioltosi nel 1992, dopo la pubblicazione di un unico album. La band comprendeva membri di Soundgarden, dei Mother Love Bone e futuri membri dei Pearl Jam. Il nome del gruppo ha origine dal testo di una canzone dei Mother Love Bone scritta da Andrew Wood, Man of Golden Words.

## Storia
I Temple of the Dog furono formati da Chris Cornell dopo la morte per overdose di eroina, avvenuta nel 1990, del suo amico e compagno di stanza Andrew Wood, cantante dei Mother Love Bone. Dopo questo evento, Cornell scrisse due canzoni, Say Hello 2 Heaven e Reach Down, e contattò due degli ex componenti dei Mother Love Bone, Stone Gossard e Jeff Ament, con l'intenzione di registrare le canzoni per realizzare un singolo.
Il gruppo fu completato dal batterista dei Soundgarden, Matt Cameron, e dal futuro chitarrista dei Pearl Jam, Mike McCready. Iniziarono le prove delle canzoni e da queste prove nacquero nuove canzoni, cosicché dal preventivato singolo venne fuori un album, Temple of the Dog, pubblicato il 16 aprile 1991 dalla casa discografica A&M Records. Al gruppo si unì anche Eddie Vedder, appena diventato il cantante dei Pearl Jam, che partecipò come cantante nel pezzo Hunger Strike in duetto con Cornell nonché come corista in Pushin' Forward Back, Your Saviour e Four Walled World. Dopo la pubblicazione, l'album ebbe delle buone recensioni, ma non raggiunse le posizioni alte della classifica se non dopo la pubblicazione e il successo dell'album Ten dei Pearl Jam, avvenuta nel 1992. Infatti, dopo questo avvenimento, la casa discografica A&M records pubblicò nuovamente Hunger Strike, sia come singolo che come video, e l'album entrò nelle prime dieci posizioni in classifica, diventando disco di platino nel 1992.
A parte l'esibizione tenutasi all'Off Ramp Café di Seattle il 13 novembre del 1990, i Temple of the Dog si esibirono dal vivo solo altre due volte: la prima fu nell'ottobre del 1991, quando sia i Soundgarden che i Pearl Jam parteciparono alla manifestazione Foundations Forum, e la seconda durante il festival Lollapalooza del 1992.
Nel 2003 ci fu una terza apparizione dal vivo della band. Durante lo show dell'8 ottobre, i Pearl Jam furono raggiunti sul palco da Chris Cornell ed eseguirono insieme i pezzi Hunger Strike e Reach Down. La stessa Reach Down apparirà, sempre nel 2003, come singolo natalizio per tutti i fan che facevano parte del Ten Club.
I pezzi Call Me a Dog, All Night Thing e Hunger Strike, vennero eseguiti dagli Audioslave, la band nella quale Cornell entrò a far parte dopo lo scioglimento dei Soundgarden, durante la loro tournée del 2005.
Il gruppo si è riunito nel 2016 per celebrare il 25º anniversario della fondazione.

## Formazione
- Chris Cornell - voce (Soundgarden, Audioslave)
- Eddie Vedder - voce in Hunger Strike, cori in Pushin' Forward Back, Your Saviour e Four Walled World (Pearl Jam)
- Stone Gossard - chitarra (Mother Love Bone, Pearl Jam)
- Mike McCready - chitarra (Pearl Jam)
- Jeff Ament - basso (Mother Love Bone, Pearl Jam)
- Matt Cameron - batteria (Soundgarden, Pearl Jam)

## Discografia

### Album
- 1991 – Temple of the Dog

### Singoli
- 1991 - Hunger Strike
- 1991 - Say Hello 2 Heaven
- 1991 - Pushin Forward Back